# Cisternerne
Cisternerne er Københavns vandforsynings tidligere højdebeholdere (cisterner) under Valby Bakke, i Søndermarken over for Frederiksberg Slot. I dag er Cisternerne en del af Frederiksbergmuseerne. Nedgangen er markeret ved to glaspyramider.
Cisternerne var tidligere forbundet med Pumpehuset og forsynede hele hovedstaden med rent drikkevand. Cisternerne er 4.320 m² og består af tre lige store rum. Det er 4,2 meter højt og kan med en maksimal vandstand på 3,7 meter rumme i alt 16 millioner liter vand.
Luftfugtigheden ligger konstant på næsten 100 procent, og temperaturen i Cisternerne er blevet målt til at svinge mellem 16 ºC i august måned og 4 ºC i februar måned, med en middelværdi på omkring 8,8 ºC for hele perioden. Væggene og rumadskillelserne i Cisternerne er bygget af kraftige granitblokke, gulvet er støbt beton, søjlerne, der bærer loftet, er murede, mens loftet er udført i formstøbt beton.
Museet og pyramiderne blev skabt af gallerist  Max Seidenfaden i 2001.

## Cisternernes historie
Cisternerne er et gammelt højdereservoir anlagt af Københavns Vandforsyning. Udgravningen startede i 1856, og da anlægget stod færdigt tre år senere, var det med til at løse datidens store vandforsyningsproblemer. 
I anden halvdel af 1800 tallet var hovedstaden i heftig udvikling, og der var brug for vand i betydelige mængder. Vandet skulle opbevares på en sådan måde, at det under tryk kunne sendes op i de nye høje københavnske byhuse. Vandet blev pumpet op til cisternerne via Pumpehuset i Studiestræde, der hentede vand fra bl.a. Damhussøen og Sankt Jørgens Sø.
I 1853 havde en koleraepidemi kostet mere end 4.700 københavnere livet. Smittekilden var i høj grad det stærkt forurenede vand fra byens mange brønde. Cisternernes fik derfor afgørende betydning for forbedringen af det københavnske drikkevand, og byen er ikke siden blevet ramt af tilsvarende epidemier.
Oprindeligt var reservoiret åbent opadtil og stod som et flot vandspejl overfor Frederiksberg Slot, men af hensyn til forurening og smittefare blev reservoiret overdækket med en formstøbt betonkonstruktion i 1889. Ved samme lejlighed anlagde man en græsplæne med et springvand i midten. Cisternerne ophørte med at fungere som drikkevandsreservoir i 1933, men blev først tømt for vand i 1981. 
I forbindelse med at København var europæisk Kulturby i 1996 blev Cisternerne taget i brug som udstillingsrum, efter initiativ fra Frederiksberg Kommune og galleriejer Max Seidenfaden, der fra 2001 til 2013 drev Cisternerne som Museum for Moderne Glaskunst.   
I dag er Cisternerne en del af Frederiksbergmuseerne, og danner ramme om både kunstudstillinger og forskellige arrangementer og events, der alle tager udgangspunkt i stedets arkitektur og klima.